# Гоце Делчев
Георги Ніколов Делчев, Гоце Делчев (болг. Георги Николов Делчев, Гоце Делчев; мак. Ѓорѓи Николов Делчев; 4 лютого 1872, Кукуш, Османська імперія — 4 травня 1903, село Баница (поблизу м. Серрес), Османська імперія) — національний герой Болгарії і Північної Македонії, революціонер, учасник національно-визвольного руху балканських народів проти османського іга на території історичної Македонії, визначний діяч Внутрішньої македонсько-одринської революційної організації (ВМОРО). Був одним з організаторів інциденту з місс Стоун.

## Вшанування
На честь Гоце Делчева названі:
- Гоце Делчев — місто в Болгарії, центр громади Гоце Делчев
- Делчево — місто в Македонії
- Делчево — село в Болгарії
- Ново-Делчево — село в Болгарії

Крім того на його честь названі численні вулиці у багатьох населених пунктах Болгарії та Македонії. А за часів Югославії його іменем назвали вулицю в Белграді, яку в 2016 році за пропозицією міністра внутрішніх справ Сербії Небойші Стояновича перейменували на честь радянського маршала Федора Толбухіна, оскільки Гоце Делчев очолив «проболгарську і анти- Сербська» революційна організація, розглядаючи Македонію як етнічно болгарську територію.